# Zalissea, Zdolbuniv
Zalissea (în ucraineană Залісся) este un sat în comuna Urvenna din raionul Zdolbuniv, regiunea Rivne, Ucraina.

## Demografie
Componența lingvistică a localității Zalissea
     Ucraineană (99,64%)
     Alte limbi (0,36%)
Conform recensământului din 2001, majoritatea populației localității Zalissea era vorbitoare de ucraineană (99,64%), existând în minoritate și vorbitori de alte limbi.